# Caltanissetta megye
Caltanissetta megye Olaszország Szicília régiójának egyik megyéje. Székhelye Caltanissetta.

## Fekvése
Caltanissetta megye Agrigento, Metropolitan City of Catania, Enna, Metropolitan City of Palermo és Ragusa megyékkel határos.

## Községek(comuni)
- Acquaviva Platani
- Bompensiere
- Butera
- Caltanissetta
- Campofranco
- Delia
- Gela
- Marianopoli
- Mazzarino
- Milena
- Montedoro
- Mussomeli
- Niscemi
- Resuttano
- Riesi
- San Cataldo
- Santa Caterina Villarmosa
- Serradifalco
- Sommatino
- Sutera
- Vallelunga Pratameno
- Villalba